# (21188) Kiyohiro
(21188) Kiyohiro est un astéroïde de la ceinture principale.

## Description
(21188) Kiyohiro est un astéroïde de la ceinture principale. Il fut découvert le 5 avril 1994 à Kitami par Kin Endate et Kazuro Watanabe. Il présente une orbite caractérisée par un demi-grand axe de 2,27 UA, une excentricité de 0,14 et une inclinaison de 5,5° par rapport à l'écliptique.